# 梁佩兰墓
梁佩兰墓，位于中国广东省广州市白云区白云山柯子岭，为广州市的一个市、县级文物保护单位，类型为古墓葬，公布时间为1983年8月。
梁佩兰墓的历史年代为清代。